# Список футбольних стадіонів Естонії
Нижче наведений список футбольних стадіонів, що розташовані в Естонії, впорядкований за кількістю місць. До списку включено лише стадіони, що вміщують 500 або більше глядачів.

## Стадіони
| Зображення | Стадіон                          | Місткість | Місто      | Головна команда                                |
| ---------- | -------------------------------- | --------- | ---------- | ---------------------------------------------- |
|            | А. Ле Кок Арена                  | 14,336    | Таллінн    | Збірна Естонії з футболу, «Флора», ФКІ Левадія |
|            | Центральний стадіон «Калев»      | 12,000    | Таллінн    |                                                |
|            | Кадріорг                         | 5,000     | Таллінн    | «Калев» Таллінн                                |
|            | Стадіон «Тегванді»               | 3,200     | Отепяе     |                                                |
|            | Міський стадіон Курессааре       | 2,000     | Курессааре | Курессааре                                     |
|            | Міський стадіон Раквере          | 1,829     | Раквере    |                                                |
|            | Стадіон Тартуського університету | 1,700     | Тарту      |                                                |
|            | Стадіон «Тамме»                  | 1,638     | Тарту      | «Таммека»                                      |
|            | Арена Табасалу                   | 1,630     | Табасулу   |                                                |
|            | Велодром «Піріта»                | 1,602     | Таллінн    |                                                |
|            | Стадіон Виру                     | 1,600     | Виру       |                                                |
|            | Пярнуський пляжний стадіон       | 1,501     | Пярну      | «Вапрус», Пярну ФК «Вапрус», PJK               |
|            | Арена «Спортленд»                | 1,198     | Таллінн    | «Легіон» Таллінн, «Флора», ФКІ Левадія         |
|            | Міський стадіон Вільянді         | 1,084     | Вільянді   | «Тулевік»                                      |
|            | Міський стадіон Хаапсалу         | 1,080     | Хаапсалу   |                                                |
|            | Нарва Креенхолмі                 | 1,065     | Нарва      | «Транс» Нарва                                  |
|            | Стадіон «Калев-Фама» в Нарві     | 1,000     | Нарва      | «Транс» Нарва                                  |
|            | Стадіон Сілламяе Калеві          | 800       | Сілламяе   |                                                |
|            | Стадіон Віймсі                   | 800       | Віймсі     |                                                |
|            | Стадіон Гейно Ліпп               | 794       | Йихві      |                                                |
|            | Стадіон «Гію»                    | 670       | Таллінн    |                                                |
|            | Центральний стадіон Валга        | 653       | Валга      |                                                |
|            | Голмський футбольний парк        | 580       | Тарту      |                                                |
|            | Футбольний центр «Сепа»          | 504       | Тарту      | «Таммека»                                      |
|            | Міський стадіон Йихві            | 500       | Йихві      | «Локомотив» Йихві                              |
|            | Міський стадіон Маарду           | 500       | Маарду     | «Маарду»                                       |
|            | Міський стадіон Маарду           | 500       | Пайде      | «Пайде»                                        |
|            | Стадіон Пярну «Раекюла»          | 500       | Пярну      |                                                |
|            | Міський стадіон Тюрі             | 500       | Тюрі       |                                                |